# Ноуккайоки
Ноуккайоки (устар. Ноука-йоки) — река в России, протекает по территории Лоухского района Карелии. Впадает в озеро Юлим-Ноуккаярви. Длина реки — 12 км.

## Данные водного реестра
По данным государственного водного реестра России относится к Баренцево-Беломорскому бассейновому округу, водохозяйственный участок реки — Ковда от Кумского гидроузла до Иовского гидроузла. Речной бассейн реки — бассейны рек Кольского полуострова и Карелии, впадает в Белое море.
Код объекта в государственном водном реестре — 02020000512102000001129.